# Preacher
Preacher (рус. Проповедник) — серия комиксов, созданная автором Гартом Эннисом и художниками Стивом Диллоном и Гленном Фабри, и напечатанная американским издательством Vertigo, принадлежащая издательству DC Comics.
Серия состоит из 75 выпусков в целом — 66 регулярных ежемесячных выпусков, 5 специальных выпусков и мини-серии, состоящей из четырёх выпусков. Все эти выпуски были изданы в виде девяти томов в мягком переплёте. Последний ежемесячный выпуск, № 66, был выпущен в июле 2000 года. В настоящее время Preacher переиздаётся в твёрдом переплёте.

## Персонажи

### Главные персонажи
Джесси Кастер, протагонист всей серии Preacher. Молодой проповедник из маленького городка Эннвилль, Техас, ставший «сосудом» для сверхъестественного существа Генезис. В ходе основного сюжета Джесси задался целью найти покинувшего Небеса Бога с целью привлечь его к ответственности за столь беспечный поступок.
Тюлип О'Хара, девушка Джесси Кастера, одна из двух спутников в его путешествии в поисках Бога. Отношения Тюлип и Джесси, а также причина их разрыва объясняется в специальном выпуске Preacher: Tall in the Saddle.
Кэссиди, вампир-алкоголик с ирландскими корнями. Предыстория Кэссиди, включая его превращение в вампира, описывается в выпуске №25 основной серии. Также этому персонажу посвящен специальный выпуск Preacher: Blood and Whiskey.
Святой Покровитель Убийц, неубиваемое существо, в прошлом — человек с тяжелой судьбой, живший во время Американской Гражданской Войны. История персонажа описывается в мини-серии Preacher: Saint of Killers.
Герр Старр, имя неизвестно, бывший сотрудник немецкой антитеррористической организации и член секретной организации Грааль. Прошлое герра Старра, включая его вербовку в ряды Грааля, описывается в специальном выпуске Preacher: One Man's War.
Бог, создатель всего сущего и повелитель небес. В соответствии с комиксом, этот Бог не любящее, а эгоистичное, циничное и нарциссическое существо.
Аcсфэйс (Жополицый), восемнадцатилетний сын шерифа, пытавшийся покончить с собой, узнав о смерти Курта Кобейна. Предыстория Ассфэйса описывается в специальном выпуске Preacher: The Story of You-Know-Who.

### Второстепенные персонажи
Билли Боб и Лори Боббс
Кристина Кастер
Вседержитель ДеАроник
Иисус ДеСад
Дюк
Генезис
Джоди
Мари ЛяАнжель
Мессия
Мисс Оатлэш
Один Квинкэннон
Конан Квинкэннон
Синди Дэггет
Хьюго Рут
Ти. Си.
Боб Гловер и Фредди Аллен
Хувер и Физэрстоун
Эккариус и  Les Enfants Du Sang
Ангелы

## Сюжет
Preacher рассказывает историю Джесси Кастера, разорённого проповедника из маленького городка Эннвилль, Техас. В Кастера случайно вселилось сверхъестественное существо, называемое Генезис; в ходе инцидента погибли все прихожане, находящееся в церкви на проповеди Кастера.
Генезис, результат несанкционированного и неестественного соития ангела и демона, представляет собой младенца без чувства индивидуальности и воли. Однако, будучи созданным из абсолютных добра и зла, имеет достаточно силы, чтобы конкурировать с Богом. Другими словами, Джесси Кастер, носитель Генезиса, стал, возможно, самым могущественным существом во Вселенной.
Кастер, движимый гневом праведным, отправляется в путешествие по Соединённым Штатам, пытаясь буквально найти Бога, который бросил Небеса, едва родился Генезис. Он также начинает узнавать правду о своих новых способностях. Они позволяют ему управлять волей всех, кто слышит его слова. В пути к нему присоединяются его бывшая девушка Тюлип О'Хэйр и ирландский вампир-алкоголик Кэссиди.
В течение их путешествия, троица спутников сталкиваются с врагами и препятствиями, мирскими и духовными, включая неубиваемого Святого Покровителя Убийц (англ. Saint of Killers), безупречного стрелка, прибывшего в качестве нового Ангела Смерти, отвечающего лишь Всевышнему; секретную организацию Грааль, управляемую главами мира, и защищающую родословную Иисуса; герра Старра, новоиспечённого руководителя Грааля с манией величия и склонностью к использованию услуг проституток, имеющего свои планы на Джесси Кастера; нескольких падших ангелов, а также родную семью Кастера — группу реднеков, состоящую из его противной бабушки каджунского происхождения, её могучего телохранителя Джоди и зоофила Ти Си.

## Сюжетные линии

### Основная серия
"Gone to Texas" (рус. Уйдя в Техас) (выпуски 1–7)
"Until the End of the World" (рус. До конца света) (выпуски 8–17)
"Proud Americans" (рус. Гордые американцы) (выпуски 18–26)
"Dixie Fried" (рус. «Жареный Дикси»), по одноименному названию песни рокабилли Карла Перкинса (выпуски 27–33)
"War in the Sun" (рус. Война на Солнце) (выпуски 34–40)
"Salvation" (рус. Спасение) (выпуски 41–50)
"All Hell's A-Coming" (рус. Прибытие Ада) (выпуски 51–58)
"Alamo" (рус. Аламо) (выпуски 59–66)

### Спин-оффы
Saint of Killers (рус.  Святой покровитель убийц)
Из этого специального выпуска мы узнаём, кем был Покровитель до смерти, и почему ему была предложена должность Ангела Смерти. (рис. Стив Пуг и Карлос Эзкерра)
The Story of You-Know-Who (рус.  История Сами-Знаете-Кого)
История Сами-Знаете-Кого, названная так из-за отказа руководства DC Comics разместить на обложке слово «жопа» (англ.  arse), повествует о событиях, предшествущих попытке суицида Жополицего, а также о её последствиях. (рис. Ричард Кейз)
The Good Old Boys (рус.  Хорошие старые парни)
Хорошие старые парни — извращенная пародия на американские боевики восьмидесятых, рассказывающая сюжетную линию Всё в семье с точки зрения Джоди и Ти. Си. (рис. Карлос Эзкерра)
Blood and Whiskey (рус.  Кровь и виски)
Кровь и виски — история о прошлом Кэссиди, о его встрече с новоорлеанским готическим культом «Les Enfants du Sang» и единственным случаем, когда Кэссиди встретил другого вампира.
One Man's War (рус.  Война одного человека)
В этом специальном выпуске мы узнаём, что за человек был герр Стар, откуда он прибыл, и как был вовлечён в заговор Грааля. (рис. Питер Снейберг)
Tall in the Saddle (рус.  Высоко в седле)
История о ранних отношениях Джесси и Тюлип.

## Наследие
Стивен Кинг сказал, что на написание серии комиксов «Тёмная Башня: Рождение Стрелка» (англ. The Dark Tower: The Gunslinger Born) его вдохновила серия Preacher.
Персонаж Йорик из «Y. Последний мужчина» (англ. Y: The Last Man) держит при себе зажигалку Зиппо с гравировкой «Fuck Communism», идентичную той, что была у Джесси Кастера в «Preacher». Когда Йорика спрашивают о ней, он говорит, что она из комиксов, которые он однажды читал. Позже эта зажигалка появляется у него, когда Йорика и Агента 355 держат на мушке русские агенты, обнаружившие зажигалку и посчитавшие её оскорбительной.

## Критика и отзывы
- В 2009 году Preacher//Покровитель Убийц ( русский перевод ) занял № 74 в списке 100 величайших злодеев комиксов по версии IGN.
- IGN заявил, что «Preacher» — третий по важности комикс Vertigo после Swamp Thing и The Sandman.[6]
- Джесси Кастеру было присуждено 11 место в списке Величайших Персонажей Комиксов журнала Empire ; Святой Покровитель Убийц в том же списке занимает позицию 42.[7]
- Джесси Кастер занял 34 место в списке «Сто лучших персонажей комиксов всех времён» по версии IGN.[8]

## Экранизации
В 2016 году телеканал AMC выпустил основанный на комиксах одноимённый сериал с Домиником Купером, Рут Неггой и Джо Гилганом в главных ролях.